# Никола Стайков (офицер)
Никола Стайков Стайков е български офицер, генерал-майор от артилерийско-инженерното ведомство.

## Биография
Никола Стайков е роден на 28 януари 1871 г. в Карлово. На 3 октомври 1888 г. постъпва на военна служба. През 1891 г. завършва Военното училище в София, на 2 август е произведен в чин подпоручик и зачислен в артилерията. На 2 август 1894 г. е произведен в чин поручик, на 15 ноември 1900 г. в чин капитан. Завършва Михайловската артилерийска академия в Санкт-Петербург. На 31 декември 1906 г. е произведен в чин майор. През 1900 г. служи в първи артилерийски полк. От 1909 г. е командир на батарея в 8-и артилерийски полк, а от 1911 г. помощник на инспектора по въоръжението.
През Балканската (1912 – 1913) и Междусъюзническата война (1913) е началник на отделение в 10-и артилерийски полк. На 15 октомври 1912 г. е произведен в чин подполковник. В началото на 1915 г. заема длъжността началник на Софийския артилерийски арсенал.
През Първата световна война (1915 – 1918) е командир на 17-и артилерийски полк и 10-a артилерийска бригада|. На 15 октомври 1915 г. е произведен в чин полковник. След това е началник на местните артилерийски учреждения. На 27 октомври 1919 г. излиза в запас. Умира през 1952 г. в София.

## Военни звания
- Подпоручик (2 август 1891)
- Поручик (3 август 1894)
- Капитан (15 ноември 1900)
- Майор (31 декември 1906)
- Подполковник (15 октомври 1912)
- Полковник (15 октомври 1915)
- Генерал-майор (1 април 1919)

## Награди
- Военен орден „За храброст“ IV степен, 2-ри клас
- Военен орден „За храброст“ III степен, 2-ри клас
- Орден „Св. Александър“ IV степен с мечове по средата
- Орден „За заслуги“ на обикновена лента